# Laponska sova
Laponska sova (latinski: Strix nebulosa) vrsta je ptice koja pripada redu sovke (Strigiformes) i porodici sova (Strigidae). Za razliku od šumske sove iz istoga roda, pripada velikima sovama, tijelo je dužine od 61 do 84 centimetara i raspon krila oko 140 centimetara u prosjeku. Ova zbijena sova sivog perja ima krupne oči s žutima bjeloočnicama i nema ušne ćube. Ima karakteristično lice, koje se sastoji od šest ili više sivih ili smeđih koncentričnih krugova na bijeloj pozadini. Zbog veličine i boje poznata je i kao velika siva sova.
Ova sova živi na sjevernoj polutci. U Euroaziji nastanjuje područja od sjeverne Skandinavije, sjeverne Rusije i sjevernoga Sibira južno do središnje Rusije, sjeverne Mongolije, sjeverne Mandžurije, Priamurja i Sahalina, dok je u Sjevernoj Americi prisutna u većem dijelu Kanade i sjevernima dijelovima Sjedinjenih Američkih Država.
Postoje dvije podvrste laponske sove – sjevernoamerička i euroazijska. Sjevernoamerička podvrsta neznatno je veća, tamnije boje i sive pruge na gornjim dijelovima tijela su joj manje izražene, a svijetli dijelovi krila su joj značajnije sivo išarani. Nacionalna je ptica države Manitoba (Kanada).
Laponska sova je i stanarica i selica, a glavni pokretač migracije je svakako plijen – ako ga ima u izobilju, laponska sova će najvjerojatnije zimu provesti u svojemu arealu gniježđenja, međutim, ako plijena nema dovoljno, izvjesno je da će se kretati k drugim područjima u potrazi za plijenom. Uglavnom lovi noću, a s obzirom na dobro razvijen sluh, laponska sova može uhvatiti plijen služeći se isključivo sluhom, što joj omogućava neometani lovi na male sisavce čak i tijekom zime, kada se oni nalaze ispod sniježnoga pokrivača. Glavni dio ishrane čine voluharice (Microtus) i džepni goferi (Thomomys).
Kada je riječ o oglašavanju, teritorijalni doziv ispuštaju jedinke oba spola i on predstavlja skupinu niskih, jednako razmaknutih „huu”-ova, s time da je oglašavanje mužjaka dublje. Ne nalazi se na IUCN-ovome crvenome popisu i procijenjene su kao „najmanja briga” jer je široko rasprostranjena.
Razmnožavanje počinje udvaranjem i spajanjem parova, a jaja polažu od ožujka do svibnja. Ženka nakon parenja polaže obično tri bijela, ovalna ili eliptična jaja. Inkubacija u prosjeku traje 30 dana, a tijekom toga razdoblja ženka napušta gnijezdo samo na kratko kako bi izvršila nuždu i izbacila pelet. Nakon izleganja, mladunci su teški oko 35 grama i obloženi su paperjem. S mjesec dana starosti, mladi već polako izlaze iz gnijezda, kako bi tjedan-dva nakon toga već bili sposobni za let.

## Opis
Laponska sova jedna je od najvećih vrsta sova na svijetu. U usporedbi sa sovom ušarom ima neznatno duže tijelo, ali manji raspon krila. U prosjeku duga je 61 – 84 centimetara i teška je od 790 do 1.454 grama, s time da je, kao i kod ostalih sova, mužjak manji od ženke, pa je tako prosječna težina mužjaka 700 – 1.175 grama, dok ženka u prosjeku teži 925 – 1.700 grama. Ima velik raspon krila, do 152 centimetra, kod ženki u prosjeku 142 centimetra, a kod mužjaka 140 centimetara, a krila su duga 37 – 43 centimetra kod mužjaka, odnosno 39 – 45,5 centimetara kod ženke.
Perje je u većinom sivo, s finim kombinacijama bijelih, sivih i smeđih pruga. Gornji dijelovi tijela nepravilno su išarani tamnim i svjetlim bojama, a donji dijelovi su prošarani debelim prugama. Veliki kružni facijalni disk, uz pomoć finih pruga čini da glava izgleda kao da se sastoji od šest ili više sivih ili smeđih koncentričnih krugova na bijeloj pozadini. Također, ove facijalne šare čine sovin izgled „iznenađenim” ili „kao da se mršti”, dok neki to opisuju i kao „zastrašujući izgled”. Kljun je žute ili boje bjelokosti, s crnom šarom na perju ispod. Ima istaknute bijele šare između očiju i gornjega dijela kljuna, a oči su joj žute i velike, iako izgledaju male zbog velike glave i facijalnog diska.
Noge su jako operjale i teško se mogu zapaziti. Nožni prsti su narandžasto-žuti, a kandže svetlosive u osnovi, prelazeći u crnu boju na vrhu. Rep je dug, klinastoga oblika, išaran sivom i smeđom bojom. Zbog veličine i boje poznata je i kao velika siva sova (engleski: Great Gray Owl).

## Slične vrste
Iako slična prugastoj sovi (Strix varia), od nje se razlikuje po tome što je mnogo veća, ima svjetle žute oči, neprošarane grudi, upadljive bijele šare na vratu i izraženije koncentrične prstenove na facijalnom disku.
- Glava laponske sove
- Glava iz profila
- Oči laposnke sove
- Poprečni presjek jedinke pokazuje količinu perja (Zoološki muzej u Copenhagenu)

## Sistematika
Postoje dve podvrste laponske sove:
- Strix nebulosa nebulosa (Forster, 1772.)  – živi na području Sjeverne Amerike.
- Strix nebulosa lapponica (Thunberg, 1798.) – nastanjuje Europu i Aziju.[10]

Sjevernoamerička podvrsta je tamnije obojena, sive pruge na gornjim dijelovima tijela su joj manje izražene, a svijetli delovi krila su joj značajnije sivo išarani. Sjevernoamerička laponska sova ima precizno i izraženo išarane donje dijelove tijela umjesto uzdužnih šara kod euroazijske podvrste, tamnomramorno obojena odozgo i ima manje istaknuto bijelo perje između očiju i gornjega dijela kljuna. Nominalna, sjevernoamerička podvrsta je oko 4% veća od euroazijske u težini i dužini krila, a jaja su joj za 10% veća.
Kada je riječ o srodnim vrstama, DNK analize su pokazale da su laponskoj sovi srodne šarena sova (Strix virgata), koja živi u otvorenim šumama od Meksika do sjeveroistočne Argentine, i prugasta sova (Strix varia), koja nastanjuje istočne dijelove Sjeverne Amerike.
- Strix nebulosa nebulosa, Minnesota, SAD
- Strix nebulosa nebulosa, Quebec, Kanada
- Strix nebulosa lapponica, južna Jakutska, Rusija
- Strix nebulosa lapponica, Švedska

## Rasprostranjenost i stanište
Vrsta je prisutna u Bjelorusiji, Kazahstanu, Kanadi, NR Kini, Litvi, Mongoliji, Norveškoj, Rusiji, Sjedinjenim Američkim Državama, Ukrajini, Finskoj i Švedskoj. Vrsta je povremeno prisutna, ili je migratorna vrsta u Njemačkoj i Poljskoj.

### Amerika
Laponska sova je holarktička vrsta i nejednako je rasprostranjena i varijabilna u svojem arealu rasprostranjenja. U Kanadi nastanjuje područja sve do granice drveća u sjevernome Yukonu, sjeverozapadnome i središnjem Mackenzieju (rijeka Lockhart, Veliko ropsko jezero), sjevernome Saskatchewanu, Manitobi (The Pas) i sjevernome Ontariju (rijeka Severn, Moose Factory), južno preko južnog Yukona i unutrašnjosti Britanske Kolumbije, sjeverne i središnje Alberte, Manitobe (jezero Dauphin, South Junction) i centralnog Ontarija. Vjerojatno nastanjuje i Quebec, ali su neophodne podrobnije studije i terenska istraživanja kako bi se to potvrdilo, a i preispitao cijeli kanadski dio areala.
U Sjedinjenim Američkim Državama prisutna je u središnjoj i južnoj Aljaski, u središnjem i južnom Washingtonu, sjevernome Idahu, zapadnoj Montani (Bitterroot i sjevernom dijelu Stjenjaka) južno preko Kaskadskoga gorja i Sierra Nevade do istočne i središnje Kalifornije, zapadne i središnje Nevade i sjeverozapadnoga Wyominga (Nacionalni park Yellowstone i Absaroka).
Južne populacije u zapadnim dijelovima Sjedinjenih Američkih Država su relativne stanarice i cijelu godinu provode u svojem arealu gniježđenja, dok su kanadske populacije nestabilnije i imaju sklonost zimskoj migraciji.
Areal zimovanja sličan je arealu gniježđenja, osim što pojedine jedinke imaju sklonost tijekom zime neredovno lutati u potrazi za plijenom, najdalje do Pennsylvanije i Long Islanda, New Yorka.

### Euroazija
U Euroaziji, laponska sova nastanjuje područja od sjeverne Skandinavije, sjeverne Rusije i sjevernog Sibira južno do središnje Rusije, sjeverne Mongolije, sjeverne Mandžurije, Priamurja i Sahalina. Slično Sjevernoj Americi, gdje se areal spušta k jugu duž planinskih vijenaca na zapadu Sjeverne Amerike, i u Središnjoj Aziji areal se proširuje duž srednjoazijskih planina, gdje laponska sova nastanjuje četinjačke šume Salairskoga gorja i Kuzneckij Alataua u sjevernima Altajskima planinama, kao i četinjačke šume Hentijskih planina u sjeveroistočnoj Mongoliji.

### Migracija
Laponska sova može biti i stanarica i selica – u pojedinim delovima svog areala je stabilna, dok u drugima može biti veoma migratorna tijekom iruptivnih godina, a glavni pokretač migracije svakako je plijen – ako ga ima u izobilju, laponska sova će najvjerojatnije zimu provesti u svojem arealu gniježđenja, međutim, ako plijena nema dovoljno, izvjesno je da će se kretati k drugim područjima u potrazi za plijenom. osim toga, manja kretanja mogu izazvati i nepovoljne vremenske uvjete, pa je tako zabilježeno da se populacije koje žive na većima nadmorskima visinama tijekom zime spuštaju u niža područja, gdje snježni pokrivač nije toliko debeo. U Sjedinjenim Amerikim Državama ova potonja kretanja su uglavnom kratka i populacije prelaze od 5 do 45 kilometara, dok u Kanadi i Aljaski jedinke mogu prijeći i do 700 kilometara. U Skandinaviji se tijekom zime povremeno seli u južne dijelove areala gniježđenja. U Euroaziji laponska se sova, u zavisnosti od prisustva plijena, kreće kako južno, tako i sjeverno kroz svoj areal gniježđenja u hladnim sibirskim tajgama.
Nepravilne geografske irupcije laponske sove su slične onima koje imaju arktičke populacije sniježne sove (Bubo scandiacus), pa, slično kao i kod sniježne sove, i kod laponske sove ženke obično migriraju ranije i dalje od mužjaka – ženke svoj areal gniježđenja napuštaju tijekom listopada i u prosjeku prelaze oko 370 kilometara, dok mužjaci to čine tijekom siječnja i veljače i prosječno prelaze 230 kilometara, iako ne postoje značajne razlike u pravcima migracije između spolova.
Na osnovu radio-tagiranja utvrđeno je da jedna jedinka tijekom 24 sata može prijeći i do 40 kilometara, a za tri mjeseca preko 600 kilometara. Također, poznato je da tijekom migracije mogu formirati manja jata, a sve u zavisnosti od prisustva plijena u područjima kroz koje prolaze, pa je tako u Torontu tijekom zime 1978. – 1979. godine zabilježen parlament laponskih sova sastavljen od oko 40 jedinki, a iste godine u Manitobi parlament od preko sto laponskih sova.

### Stanište
Laponska sova nastanjuje široki spektar različitih staništa i nadmorskih visina, s time što preferira šume pored livada. Živi u šumama koje su bogate starim četinjačkim i listopadnim drvećem s gustim krošnjama. U Kanadi je široko rasprostranjena u tajgama, močvarama s cretnom mahovinom (Sphagnum), slatinama i drugim otvorenima prostorima. U Manitobi za gniježđenje preferira drveće američkoga ariša (Larix laricina) u močvarama, a izbjegava suhe borove i otvorena područja bez drveća. U Nacionalnome parku Yosemite gnijezdi se isključivo u velikim drvećima s polomljenim vrhom, a to je uglavnom drveće zelene duglazije (Pseudotsuga menziesii) ili zapadnoga ariša (Larix occidentalis). U južnima dijelovima areala živi u listopadnima i četinjačnim šumama do visina od 2.800 metara, gdje se uglavnom gnijezdi na granama američkoga bora (Pinus contorta), zelene duglazije (Pseudotsuga menziesii) i američke jasike (Populus tremuloides), dok u Kaliforniji preferira šume bora i jele u blizini planinskih pašnjaka na visinama od 750 do 2.250 metara.
Tijekom zime uglavnom se nalazi u istim staništima, preferirajući za gniježđenje američki ariš, crnu smreku (Picea mariana) i topole (Populus) u Sjedinjenim Američkim Državama, dok u Kanadi nastanjuje otvorena polja s raštrkanim velikim drvećem, rogoze i grmlje.

## Ishrana

### Lov
Tijekom gniježđenja, laponska sova lovi i tijekom noći i tijekom dana, a dnevni satovi su uglavnom krepuskularni (zora i sumrak), dok zimi uglavnom lovi noću, iako su zabilježeni i slučajevi u kojima je laponska sova i tijekom zime krepuskularni i dnevni lovac. Lovi najčešće s odmarališta, pažljivo promatrajući i osluškujući okolinu u potrazi za plijenom. Nakon što uoči plijen na udaljenosti do 100 metara, ona se ustremljuje na njega direktno s odmarališta. Ponekad lovi i dok leti preko polja, uočavajući i hvatajući plijen u letu. Kada je riječ o malima sisavcima, laponska sova ih obično guta cijele, dok veći plijen kida na komade ili jede samo pojedine dijelove tijela.
S obzirom na dobro razvijen sluh, laponska sova može uhvatiti plijen služeći se isključivo sluhom, što joj omogućava neometani lov na male sisavce čak i tijekom zime, kada se oni nalaze ispod snježnoga pokrivača. Kada je riječ o ovome lovu, sova se, nakon što sluhom registrira plijen ispod snijega, stropošta u letu k njemu i kandžama probija snijeg i hvata plijen, a snažne kandže omogućavaju joj probijanja leda dovoljno debeloga da može izdržati čovjeka teškoga 80 kilograma. Stopala i kandže su relativno manje nego kod ostalih sova, a kandže nisu ni toliko goleme, ali su veoma tanke i oštre poput igle. Zahvaljujući stropoštanju i silovitosti, može dohvatiti plijen koji se nalazi i do 45 centimetara duboko ispod snijega. Na sličan način tijekom leta može probiti zemlju i uhvatiti džepnoga gofera, jednoga od glodavaca kojim se redovito hrani, koji se nalazi u svojoj rupi u zemlji. Asimetrični ušni otvori joj nesumnjivo pomažu pri otkrivanju plijena isključivo uz pomoć sluha, a oni su sastavljeni od dijagonalnoga kožnoga trabekuluma i širokoga preauralnoga oboda, što laponsku sovu razlikuje od planinskoga ćuka (Aegolius funereus), jastrebače (Strix uralensis), male ušare (Asio otus) i kukuvije drijemavice (Tyto alba), koje se također oslanjaju na sluh prilikom lova, ali čiji ušni otvori imaju drugačiju građu. Asimetrija u veličini i položaju ušnih otvora kod laponske sove je dodatno povećana asimetrijom same lubanje, s obzirom na to da je lijevi ušni otvor usmjeren više prema gore u odnosu na desni, što dodatno pospješuje oštrinu sluha i lociranje položaja plijena.

### Plijen
U većeme dijelu Sjeverne Amerike, glavni dio ishrane čine voluharice (Microtus), dok se džepnima goferima (Thomomys) najviše hrani u nacionalnome parku Yosemite, jugoistočnoe Idahu i sjeverozapadnome Wyomingu. Pored toga, na meniju joj se nalaze i rovke (Sorex, Blarina brevicauda, Microsorex hoyi), krtice rofa Scapanus, glodavci iz roda Peromyscus (prvenstveno Peromyscus maniculatus), vjeverice rodova Tamiasciurus i Glaucomys, skočimiševi roda Zapus. U Kanadi se, uz prethodno spomenute, hrani i zvjezdanonosome krticom (Condylura cristata), sjevernim močvarnim lemingom (Synaptomys borealis), hermelinom (Mustela erminea), kunićima, američkim kopcem (Accipiter striatus), širokokrilim škanjcem (Buteo platypterus), sivome šojkom (Perisoreus canadensis), američkim kosem (Turdus migratorius) i kanadskome lještarkom (Falcipennis canadensis). Kada očajnički traži hranu, ova sova može pojesti čak i žabu (Ranidae, Hylidae).
Kada je riječ o ishrani, laponska sova se u svome arealu malo preklapa s drugim vrstama sova, tako da se borba za hranu događa povremeno i uglavnom samo u godinama kada hrane nema u izobilju, tako da se tada natječe s američkom ušarom (Bubo virginianus), malom ušarom (Asio otus) i planinskim ćukom (Aegolius funereus). Ipak, američka ušara se uobičajeno hrani tetrijebima i zečevima – hranom koja je prevelika za laponsku sovu. Pored toga, iako se, recimo, mala ušara, kao i laponska sova, hrani džepnim goferima, mala ušara prvenstveno bira mlade jedinke ovih glodavaca, dok se laponska sova hrani odraslima.

## Vokalizacija
Vokalni repertoar laponske sove je raznovrstan i mijenja se sa starošću jedinke. Mlade ptice se oglašavaju niskim cvokotanjem, da bi, kako postaju starije, počele ispuštati glasniji, oštar pisak. Čak i nekoliko mjeseci nakon što dobiju perje, mladi i dalje nastavljaju ispuštati zvuk kojim od roditelja traže hranu. Kada vide uljeza, mladunci se obično oglašavaju siktanjem.
Teritorijalni doziv ispuštaju jedinke oba pola i on predstavlja seriju niskih, jednako razmaknutih „huu”-ova, s tim da je oglašavanje mužjaka dublje. Ovaj doziv se najčešće može čuti tijekom sezone gniježđenja i u ili u blizini gnijezda i to u noćnim časovima. Drugo dozivanje, koje je sačinjeno od niskih, mekih, dvostrukih „huu”-ova predstavlja kontaktni doziv i povezano je s obranom teritorija. Uz ove, mužjak ponekad ispušta i mekšu verziju teritorijalnoga dozivanja kada donosi hranu ženki, a još jedna varijacija teritorijalnoga dozivanja može se čuti od strane ženke i predstavlja reakciju na uznemirenost obično uzrokovanu ljudskim faktorom.
Tipično oglašavanje ženke prilikom traženja hrane jeste meki, pojedinačni doziv koji ženka ponavlja i koji se može opisati kao „vuup” ili „vu-up”, a frekvencija i opseg ponavljanja zavise od stupnja gladi. Ovo oglašavanje se može čuti tijekom noći, u rano jutro i u kasnu večer, a ponekad se koristi i kako bi se održao kontakt između mužjaka i ženke, kao i između mladih.
Tijekom razmjene plijena, kako između mužjaka i ženke, tako i između odraslih i mladunaca, često se može čuti uzbuđeno, visoko cvokotanje. Kada su mladi ili gneijzdo ugroženi od neprijatelja, može se čuti glasni, nepravilan doziv pomalo sličan cvrkutanju i služi za odvraćanje pažnje predatorima. Pored svih ovih dozivanja, zabilježeni su i nazalno njištanje i blejanje kod mužjaka nakon što su jaja izlegnuta, kao i dvodijelno, kratko lajanje koje ispušta ženka kao upozorenje mladuncima.
Repertoar dozivanja najveći je tijekom sezone gniježđenja, dok se van sezone razmnožavanja može čuti svega nekoliko različitih doziva, a s povećanjem obima repertoara uglavnom dolazi tijekom jeseni.
Kada je riječ o nevokalnome oglašavanju, ono se kod laponske sove sastoji od klepetanja kljunom koje „ispuštaju” i mladunci i odrasli i to gotovo uvijek kao odgovor na ljudsko uznemiravanje, a obično je praćeno siktanjem.

## Vanjske poveznice
- Deane P. Lewis. Great Gray Owl - Strix nebulosa (engleski). OwlPages.com. Pristupljeno 17. siječnja 2020.
- Strix nebulosa nebulosa (Great Gray Owl) (engleski). ZipcodeZoo. Inačica izvorne stranice arhivirana 9. rujna 2010. Pristupljeno 17. siječnja 2020.
- Great Gray Owl - Strix nebulosa (engleski). The Peregrine Fund. Inačica izvorne stranice arhivirana 5. listopada 2010. Pristupljeno 17. siječnja 2020.
- Great Gray Owl Species Account – Cornell Lab of Ornithology
- Great Gray Owl Information - Strix nebulosa  Arhivirana inačica izvorne stranice od 25. veljače 2021. (Wayback Machine) - USGS Patuxent Bird Identification InfoCenter
- Great Gray Owl  Arhivirana inačica izvorne stranice od 15. srpnja 2007. (Wayback Machine) - eNature.com
- Stamps  Arhivirana inačica izvorne stranice od 2. studenoga 2000. (Wayback Machine) (for Belarus, Finland, Georgia, Ukraine, United States) with world Range Map at bird-stamps.org
- „Great grey owl”. Internet Bird Collection.
- Laponska sova — foto galerija  Arhivirana inačica izvorne stranice od 25. listopada 2021. (Wayback Machine) na VIREO (Drexel University)
- Great Grey Owl Range Maps for California, Oregon, and Washington - Harry Fuller's blog
- Humans Act as Surrogate Father for Great Gray Owl Nestlings - Huber Family, eastern Oregon